# Tropidonophis novaeguineae
Tropidonophis novaeguineae är en ormart som beskrevs av Lidth de Jeude 1911. Tropidonophis novaeguineae ingår i släktet Tropidonophis och familjen snokar. Inga underarter finns listade i Catalogue of Life.
Denna orm förekommer med flera från varandra skilda populationer på Nya Guinea. Arten lever i kulliga områden och i bergstrakter upp till 1070 meter över havet. Den vistas i fuktiga skogar samt i halvtorra skogar nära vattendrag. Honor lägger ägg.
För beståndet är inga hot kända. IUCN listar arten som livskraftig (LC).